# Cantonul Sauveterre-de-Béarn
Cantonul Sauveterre-de-Béarn este un canton din arondismentul Oloron-Sainte-Marie, departamentul Pyrénées-Atlantiques, regiunea Aquitania, Franța.

## Comune
- Abitain
- Andrein
- Athos-Aspis
- Autevielle-Saint-Martin-Bideren
- Barraute-Camu
- Burgaronne
- Castetbon
- Espiute
- Guinarthe-Parenties
- L'Hôpital-d'Orion
- Laàs
- Montfort
- Narp
- Oraàs
- Orion
- Orriule
- Ossenx
- Saint-Gladie-Arrive-Munein
- Sauveterre-de-Béarn (reședință)
- Tabaille-Usquain